# Exo Roussillon
Exo Roussillon est une ancienne constituante de l'organisme Exo assurant le service de transport en commun des villes de Delson, Sainte-Catherine et Saint-Constant, au Québec (Canada).
La flotte d'autobus est fournie par Transdev Limocar selon un contrat qui lie l'entreprise et le conseil entre juillet 2008 et juillet 2018. Auparavant, cette tâche était du ressort du groupe La Québécoise. La gestion et l'exploitation du réseau est réalisée par la Société Gestrans depuis 1994.
En 2020, Exo amorce la refonte des services d'autobus d'Exo Roussillon, simultanément à ceux d'Exo Chambly-Richelieu-Carignan et d'Exo Le Richelain, et ce, en vue de l'arrivée prochaine du Réseau express métropolitain. 
En mai 2023, dans le cadre de sa refonte des lignes d'autobus et en vue de l'entrée en service du REM, Exo annonce la fusion de cette constituante avec celle du secteur Le Richelain pour créer le secteur Le Richelain-Roussillon. Ce changement entre en vigueur le 31 juillet 2023.  

## Lignes
| Numéro          | Type                                          | Description de la ligne | Horaires et trajet |
| --------------- | --------------------------------------------- | --- | --- |
| 30 A            | Hors-pointe, samedi, dimanche                 | Relie Delson, Saint-Constant et Sainte-Catherine à l'autoparc Georges-Gagné. Circule dans le sens inverse de la 30 B.                                | Horaire 30 en semaine et carte Horaire des fins de semaine et jours fériés                                             |
| 30 B            | Hors-pointe, samedi, dimanche                 | Relie Sainte-Catherine, Saint-Constant et Delson à l'autoparc Georges-Gagné. Circule dans le sens inverse de la 30 A.                                | Horaire 30 en semaine & carte Horaire des fins de semaine et jours fériés                                              |
| 31              | Pointes AM / PM                               | Relie Sainte-Catherine (Jogues, des Cascades et des Écluses) à l'autoparc Georges-Gagné.                                                             | Horaire 31 & carte |
| 32              | Pointes AM / PM                               | Relie Sainte-Catherine (Saint-Laurent et Marie-Victorin) à l'autoparc Georges-Gagné.                                                                 | Horaire 32 & carte |
| 33              | Pointes AM / PM                               | Relie Sainte-Catherine (secteur des Arbres) et Saint-Constant (secteurs M et V) à la gare Sainte-Catherine et à l'autoparc Georges-Gagné.            | Horaire 33 & carte |
| 34              | Pointes AM / PM                               | Relie Saint-Constant (secteurs L, V et O) à l'autoparc Georges-Gagné.                                                                                | Horaire 34 & carte |
| 35              | Pointes AM / PM                               | Relie Saint-Constant (Saint-Pierre et secteurs A, B, C et D) à l'autoparc Georges-Gagné.                                                             | Horaire 35 & carte |
| 36              | Pointes AM / PM                               | Relie Delson (Principale Sud et des Roitelets) à l'autoparc Georges-Gagné.                                                                           | Horaire 36 & carte |
| 37              | Pointes AM / PM                               | Relie la rue Principale Nord de Delson à l'autoparc Georges-Gagné                                                                                    | Horaire 37/115 & carte                                                                                                 |
| 100             | Pointes AM / PM                               | EXPRESS reliant l'autoparc Georges-Gagné au Terminus Centre-ville.                                                                                   | Horaires des départs de l'autoparc Georges-Gagné                                                                       |
| 100 P           | Pointes AM / PM                               | Relie l'autoparc Georges-Gagné au Terminus Panama et au Terminus Centre-ville.                                                                       | Horaires des départs de l'autoparc Georges-Gagné                                                                       |
| 115             | Pointes AM / PM                               | Relie la rue Principale Nord de Delson et une partie de Sainte-Catherine à l'autoparc Georges-Gagné et au Terminus Centre-ville.                     | Horaire 37/115 & carte                                                                                                 |
| 115 P           | Pointe PM                                     | Relie la rue Principale Nord de Delson et une partie de Sainte-Catherine à l'autoparc Georges-Gagné, au Terminus Panama et au Terminus Centre-ville. | Horaire 37/115 & carte                                                                                                 |
| 130             | Hors-pointe, samedi, dimanche                 | Relie le terminus Centre-ville à l'autoparc Georges-Gagné via la rue Principale Nord à Delson.                                                       | Horaire des départs de l'autoparc Georges-Gagné en semaine Horaire des départs les fins de semaine et les jours fériés |
| 200             | Pointes AM / PM                               | Relie la station de métro Jolicoeur, le terminus Angrignon et le CÉGEP André-Laurendeau à l'autoparc Georges-Gagné.                                  | Horaire circuit 200 |
| 210             | Pointes AM / PM (et midi en période scolaire) | Relie le CÉGEP Édouard-Montpetit et le terminus Longueuil à l'autoparc Georges-Gagné.                                                                | Horaire circuit 210 |
| Carte du réseau |                                               | | |